# (34100) Thapa
2000 PQ13 (asteroide 34100) é um asteroide da cintura principal. Possui uma excentricidade de 0.13520870 e uma inclinação de 6.76950º.
Este asteroide foi descoberto no dia 1 de agosto de 2000 por LINEAR em Socorro.